# Villers-Saint-Siméon
Villers-Saint-Siméon is een dorp in de Belgische provincie Luik en een deelgemeente van de gemeente Juprelle. Het was een zelfstandige gemeente tot het bij de fusie van 1977 toegevoegd werd aan de gemeente Juprelle.

## Etymologie
Het woord Villers duidt op het meervoud van (Romeinse) villa. Restanten van een Romeinse villa zijn aangetroffen. Oorspronkelijk was sprake van Villare Sire Simeon, waarin Sire voor Heer van een heerlijkheid staat. Later is dit verbasterd tot Saint, daar veel dorpen een heilige als patroon hebben. De parochiekerk is echter aan Lambertus gewijd.

## Demografische ontwikkeling
- Bronnen:NIS, Opm:1831 tot en met 1970=volkstellingen, 1976= inwoneraantal op 31 december

## Natuur en landschap
Villers-Saint-Siméon ligt in Droog-Haspengouw ten oosten van Juprelle, op een kruising van twee heerbanen: De Chaussée Brunehaut, de oude Romeinse heerweg tussen Boulogne via Tongeren en Herstal naar Keulen; en de huidige Rue du Tige, welke het tracé volgt van de heerbaan naar Maastricht. De hoogte bedraagt ongeveer 150 meter. De spoorlijn van Hasselt naar Luik loopt door de deelgemeente. Aan de spoorlijn was er vroeger een spoorweghalte die zowel de dorpen Villers-Saint-Siméon als Juprelle bediende. Villers-Saint-Siméon is een landbouwdorp dat zich stilaan ontwikkelt tot een woondorp. Landbouw is er vooral aanwezig in de vorm van akkerbouw en veeteelt.

## Bezienswaardigheden
- De Sint-Lambertuskerk uit 1843 is de parochiekerk.

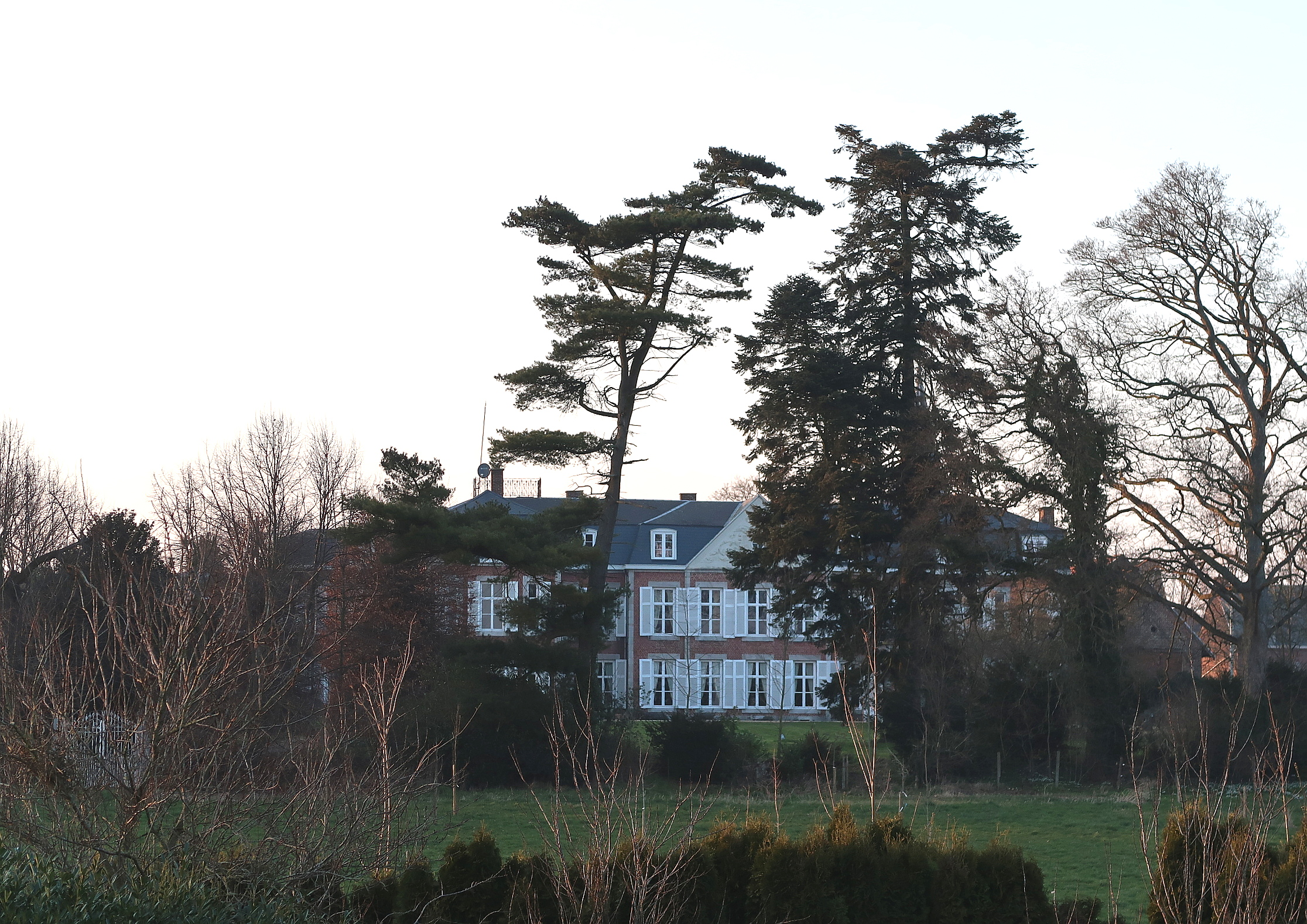
Kasteel van Villers-Saint-Siméon
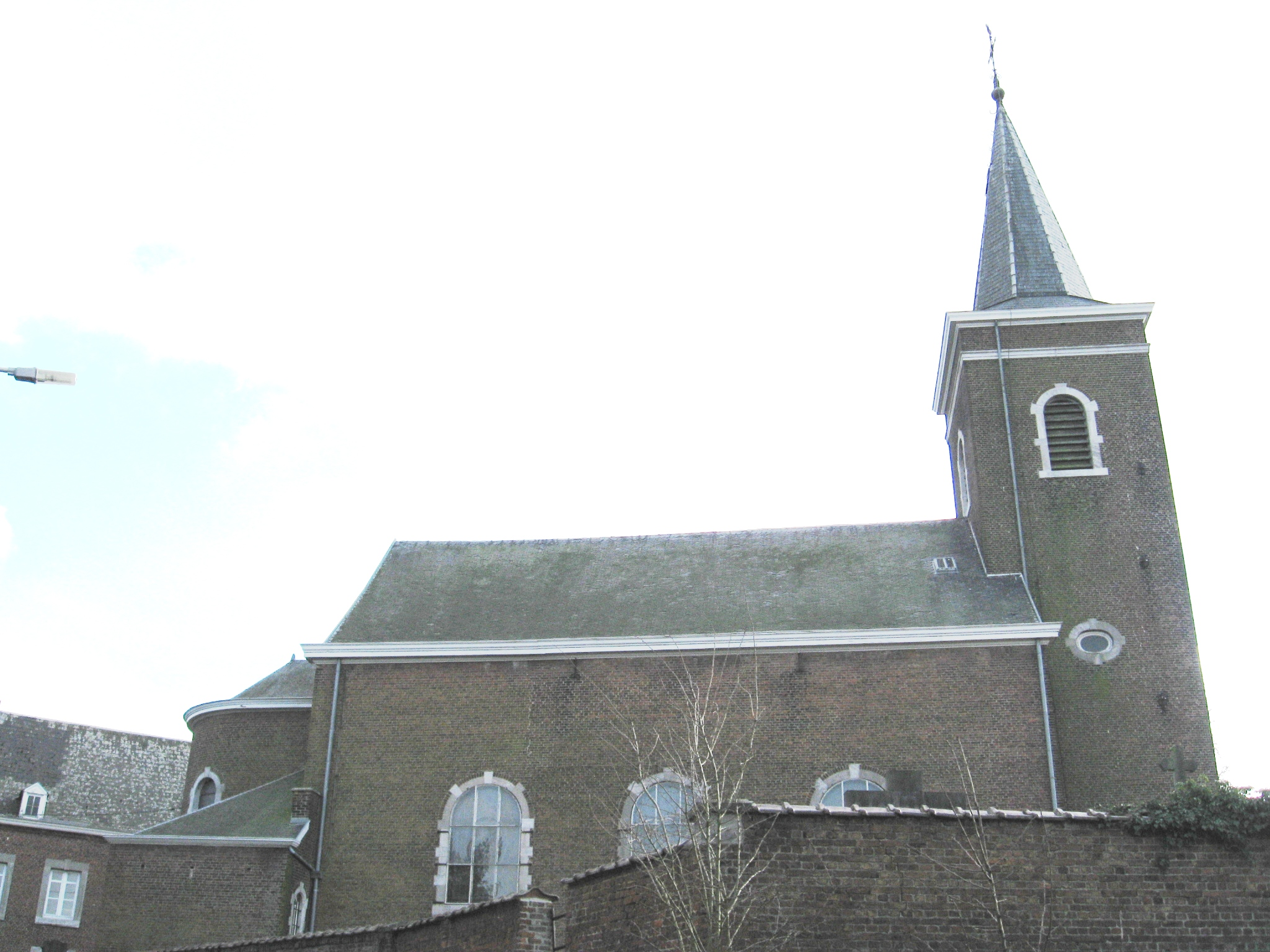
Sint-Lambertuskerk

## Nabijgelegen kernen
Juprelle, Slins, Fexhe-Slins, Liers
Deelgemeenten: Fexhe-Slins · Juprelle · Lantin · Nudorp · Paifve · Slins · Villers-Saint-Siméon · Voroux-lez-Liers

Belgische gemeenten · arrondissement Luik · provincie Luik · Wallonië